# Ginzo de Limia (parroquia)
Ginzo de Limia (llamada oficialmente Santa Mariña de Xinzo de Limia) es una parroquia y una villa del municipio español de Ginzo de Limia, en la provincia de Orense, Galicia.

## Toponimia
La parroquia también es conocida por el nombre de Santa Marina de Xinzo de Limia.

## Organización territorial
La parroquia está formada por dos entidades de población:
- Baronzás
- Xinzo de Limia

## Demografía

### Parroquia
| Gráfica de evolución demográfica de Ginzo de Limia (parroquia) entre 2000 y 2022 |
|                                                                                  |
| Datos según el nomenclátor publicado por el INE.                                 |

### Villa
| Gráfica de evolución demográfica de Xinzo de Limia (villa) entre 2000 y 2022 |
|                                                                              |
| Datos según el nomenclátor publicado por el INE.                             |